# Château de Serrant
 (novembre 2016).
Si vous disposez d'ouvrages ou d'articles de référence ou si vous connaissez des sites web de qualité traitant du thème abordé ici, merci de compléter l'article en donnant les références utiles à sa vérifiabilité et en les liant à la section « Notes et références ».
Le château de Serrant est situé en France, sur la commune de Saint-Georges-sur-Loire dans le département de Maine-et-Loire, à une quinzaine de kilomètres à l'ouest d'Angers.
Cette demeure abrite, outre un mobilier familial ancien, le fonds Duchâtel, archives du comte Tanneguy Duchâtel, ministre de Louis-Philippe Ier. Elle est classée monument Historique depuis un arrêté du 29 septembre 1948, de même que le tombeau en marbre sculpté par Coysevox du marquis de Vaubrun, placé en 1703, témoignage d'art funéraire du XVIIIe siècle. Le mobilier, la bibliothèque et les archives font également l'objet d'un classement depuis le 29 mars 2001.
Depuis 1954, le château est ouvert à la visite du public, en plus d'être une propriété de famille et une résidence privée.

## Historique
Le château est essentiellement de style Renaissance, construit à la place d'un château médiéval en schiste ardoisier. Les douves témoignent de la période où Serrant était une place forte surveillant le passage de la Loire.
Selon Célestin Port, le fief de Serrant appartenait au Moyen Âge à une famille seigneuriale qui en portait le nom, puis passa au début du XIVe siècle à la maison de Brie par l'union de l'héritière Françoise de Serrant avec Jean II de Brie (on trouve aussi de Brée ; probable fils de Jean Ier et Marguerite de Goulaine). 
En novembre 1481 (ou décembre 1480 et juin 1482), Ponthus de Brie, chambellan de Louis XI, fut autorisé par le roi à fortifier le château (il en reçut aussi la Roche-Serrrant à Savennières en janvier 1481) ; la chapelle seigneuriale, vouée à St-Michel, fut consacrée en février 1497.
Dans les années 1530, le fils aîné de Ponthus, Péan de Brie, dépêche l'architecte angevin Jean Delespine pour construire un corps de logis bâti autour d'un escalier à double volée contrariée, travaux qui sont continués par son propre fils Charles Ier de Brie, sire de Serrant et de La Roche-Serrant (La Roche-aux-Moines à Savennières), de St-Léger et des Essarts. 

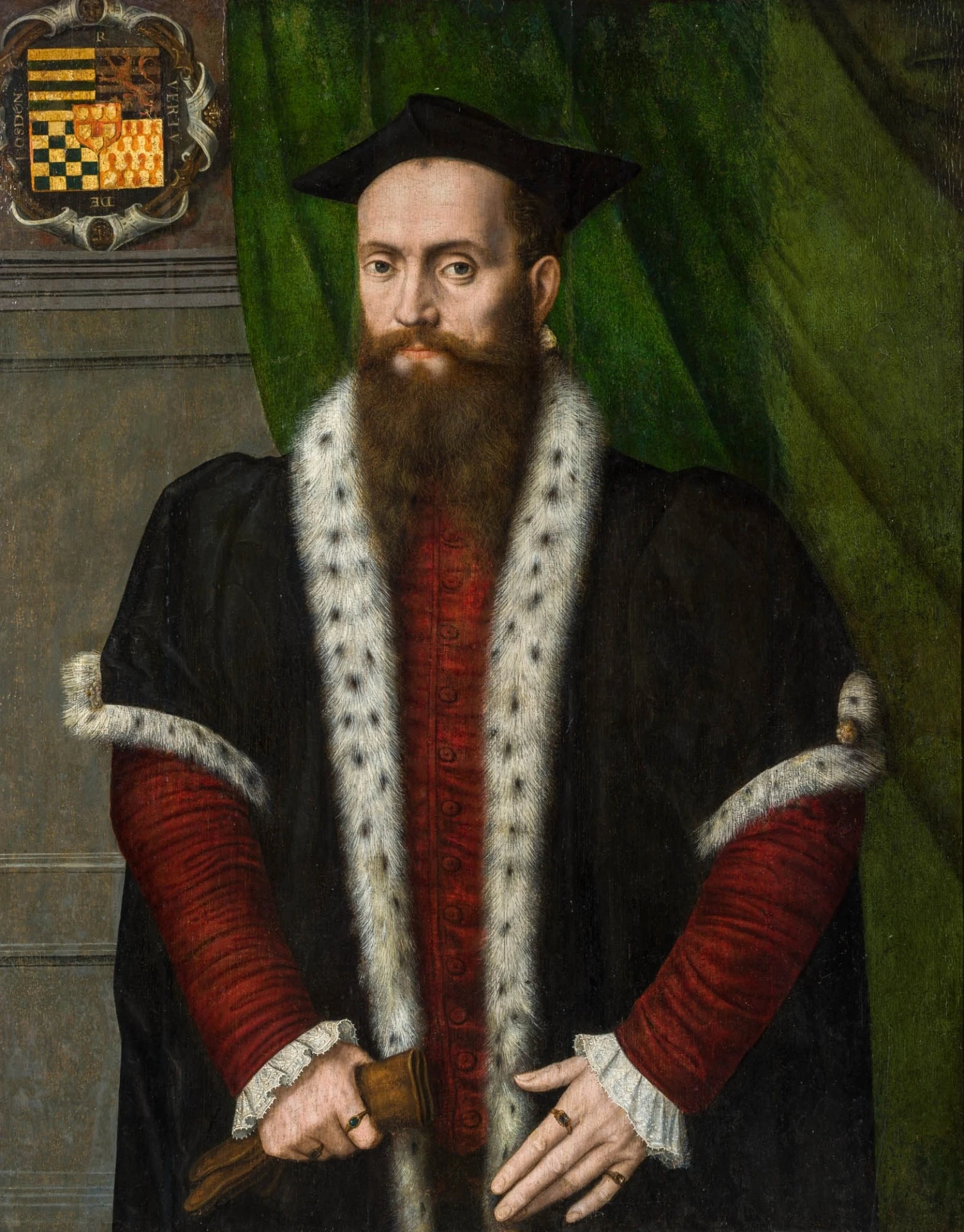
Portrait présumé de Charles de Brie-Serrant, entourage du peintre Gilbert II Vandellant, coll. part.

Il est aussi prévu deux tours dans les angles extérieurs du corps central, mais le propriétaire Charles, ruiné par ces travaux et aussi par un long procès contre les assassins de son demi-frère aîné (fils de la première femme de Péan ― sa cousine Jeanne de Mathefelon ― Madelon de Brie avait été tué le 6 janvier 1565 et Charles de Brie accusait de ce meurtre le procureur royal Jean Le Maçon, un descendant de Jacques Le Maçon, frère cadet du chancelier Robert et semble-t-il mari d'une Brie de Serrant), se trouve à court d'argent. Les travaux ne peuvent donc être achevés immédiatement, et le château ne comprend alors que la partie gauche et l'escalier central du bâtiment principal. Charles de Brie meurt le 17 avril 1593. Le gouverneur d'Anjou Antoine de Silly comte de La Rochepot, resté fidèle au roi, occupe alors le château et en chasse le sieur de Chevigné, ligueur, qui s'en était emparé.
La veuve et troisième épouse de Charles de Brie, Marguerite de Beauvau-Tigné (mère de Charles II de Brie, seigneur de La Motte-Serrant, père lui-même de Charles III : la branche aînée des Brie de Serrant disparaît sans laisser de traces au XVIIe siècle), doit céder le domaine par adjudication judiciaire en 1596 ou 1598 au banquier Scipion Sardini qui ne le conservera que sept ans en raison d'une procédure de retrait lignager qui lui fait réintégrer en 1603 le patrimoine des De Brie (en faveur de Madeleine de Maillard), qui le revendront en 1620 à Hercule de Rohan, duc de Montbazon.

### XVIIesiècle: Guillaume Bautru, comte de Serrant

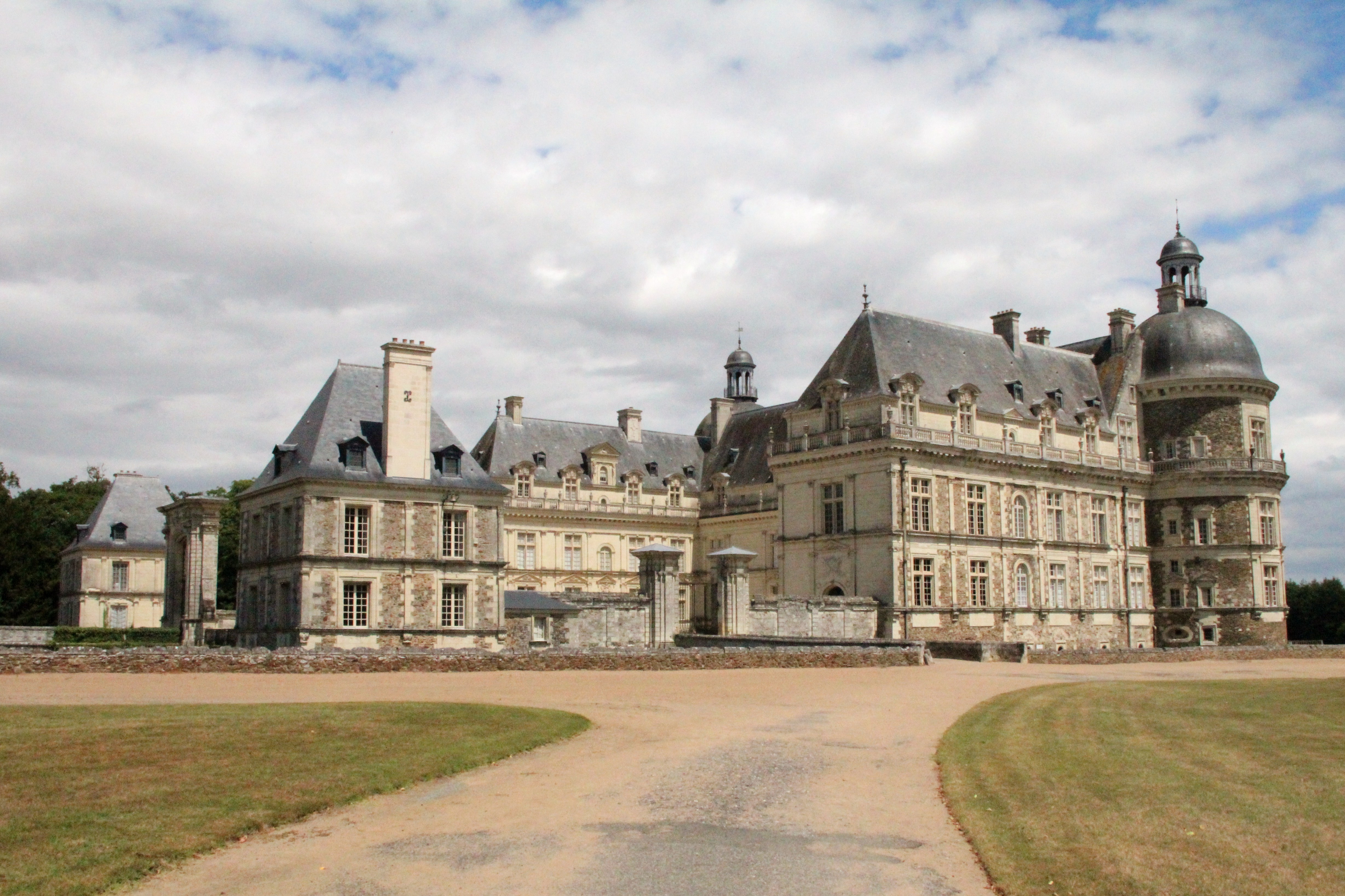
Château de Serrant.

En 1636, Guillaume Bautru (1588-1665), courtisan de Louis XIII, en devient propriétaire et se dit baron de Serrant ; il décide de reprendre les travaux interrompus un siècle plus tôt en respectant les plans d'origine : prolongation de la façade, édification de la tour Sud. Deux ailes en retour du corps central sont ajoutées (qui seront allongées entre 1675 et 1704) ; dans les parties hautes l'étage de combles est remplacé par un étage d'attique ; cette modification a été supprimée par Lucien Magne en 1894 et l'homogénéité du style ainsi sauvegardée. Les deux pavillons et la grande grille d'honneur seront ajoutés en 1710.
Guillaume Bautru, qui eut comme « compère » Bertrand Macé de La Bazinière, constitua la première bibliothèque de Serrant ; c'est probablement lui qui apporta au château le cabinet d'ébène attribué à Pierre Gole (grand salon), jugé « digne d'un musée royal » en 1854 par le baron de Wismes. Le château reçoit la visite de Louis XIV en 1661.
Serrant échut à Marguerite-Thérèse de Bautru, épouse de son cousin Nicolas Bautru des Matras, marquis de Vaubrun, qui sera tué à la bataille d'Altenheim (1675). En son souvenir, elle fait édifier par Jules Hardouin-Mansart une nouvelle chapelle en prolongation de l'aile Sud, pour y abriter un mausolée qui n'y sera installé que 28 ans plus tard (1704). Ce mausolée, sculpté d'après Charles Le Brun par Antoine Coysevox, y est toujours visible.

### XVIIIesiècle-XIXesiècle: Famille Walsh de Serrant
Le 28 juin 1749, Antoine Walsh, richissime armateur négrier de Nantes d'origine irlandaise, acquiert le château et le domaine de Serrant, pour la somme de 824 000 livres. Puis, le 15 août 1751, il revend tous ces biens à son frère François-Jacques (1704-1782), également armateur et qui demeure à Cadix à cette époque. Ce dernier devient seigneur de Serrant (et de La Roche-Serrant et Savennières) en achetant le domaine et le château meublé à Madeleine-Diane Bautru de Vaubrun (1668-1753), duchesse d’Estrées, à qui était échu le domaine, son frère Nicolas-Guillaume, le fils unique des Bautru, infirme, ayant reçu les ordres mineurs (fille de Nicolas et Marguerite-Thérèse Bautru, Madeleine-Diane possédait de nombreux domaines angevins, qu'elle vendit aux Walsh en 1730 : Segré, puis surtout en 1749 : le Plessis-Macé, Ingrandes et Chantocé)[réf. nécessaire]. 
Les Walsh réaménagent la décoration intérieure et créent un parc à l'Anglaise. 
En 1755, la seigneurie de Serrant est érigée en comté par lettres patentes du Roi Louis XV. François-Jacques Walsh fit poser des boiseries d'un ébéniste nantais (Ledoux) afin de décorer son salon.  
En 1795, alors en exil en Angleterre, Louise de Vaudreuil (1770-1831) épouse Antoine Joseph Walsh (1745-1817, fils aîné de François-Jacques), propriétaire du régiment Walsh. Elle devint dame d'honneur de l'impératrice Joséphine; après 1815, elle entreprit, avec l'aide du ferblantier du village Thierry et du peintre Girard, employé à la manufacture de porcelaine de Sèvres, des recherches destinées à ressusciter l'art du vitrail, faisant construire dans les communs un four dont sortirent en 1826 les « premiers vitraux montés sur châssis de bois ».
Elle fait aménager le château en vue d'une visite (écourtée) du couple impérial en 1808 au cours de laquelle, Napoléon Ier est impressionné par son escalier d'honneur. En témoigne la chambre Empire, meublée entre autres par un bureau de Simon-Nicolas Mansion, dit Mansion jeune (1773 - 1854).

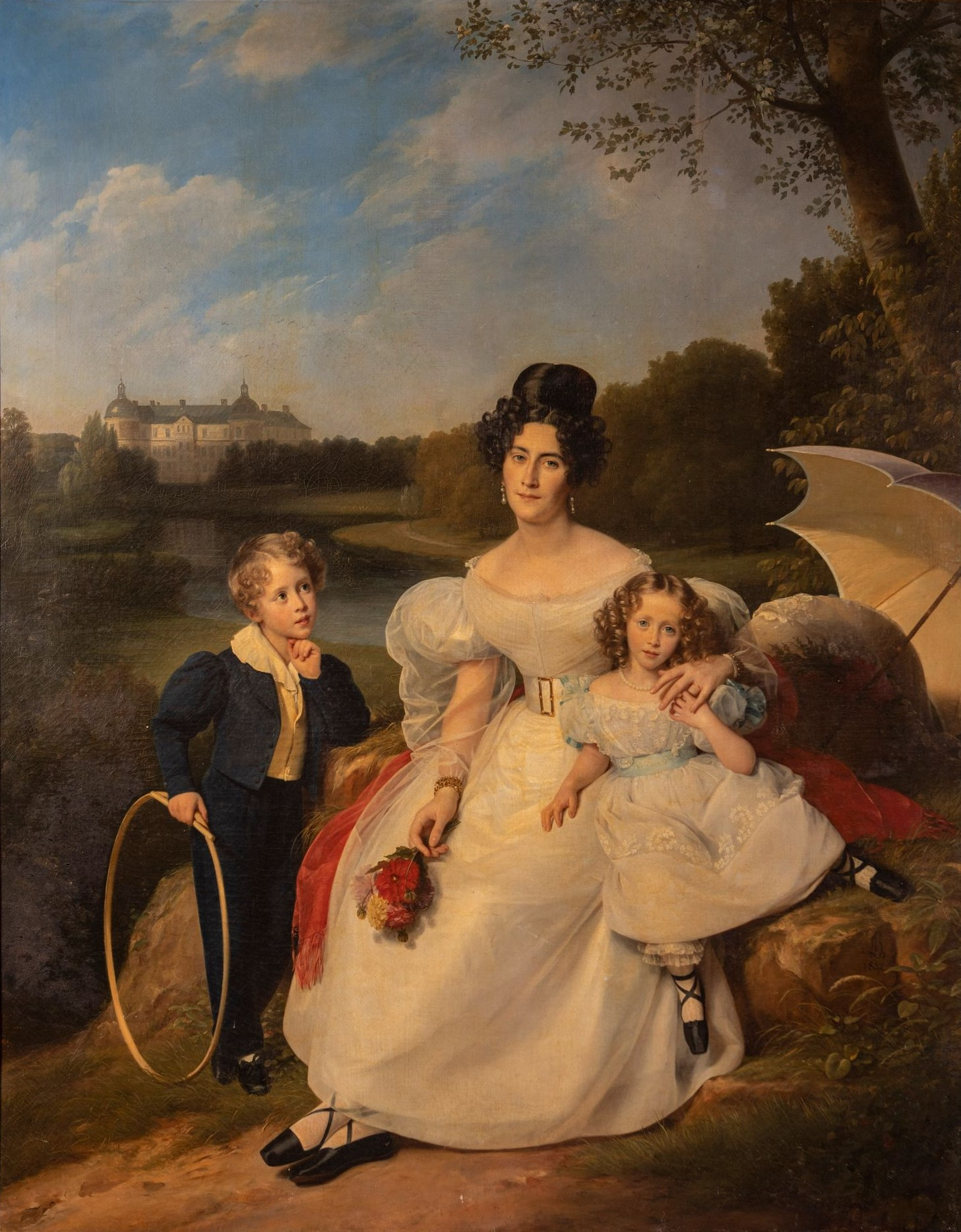
Louis Hersent, Portrait de Sophie Legrand, comtesse Walsh de Serrant, et ses enfants devant le château de Serrant, 1832

Sophie Legrand (1801-1872), épouse en 1823 de Théobald Walsh, comte de Serrant (1796-1836 ; fils d'Antoine Jospeh), fait réaliser portraits et sculptures par les artistes renommés de l'époque : Berthon, Hersent, Gayrard (œuvres conservées sur place) et entreprend de restaurer le château du Plessis-Macé, qui avait alors réintégré la patrimoine familial, et acquit pour le décorer des suites de tapisseries (cette demeure sera vendue par les Walsh de Serrant aux Gouraud en 1888).
En 1830, Valentine-Eugénie Walsh de Serrant, petite-fille de François-Jacques Walsh, fille d'Antoine Joseph et sœur de Théobald, épouse Charles-Bretagne-Marie-Joseph, duc de La Trémoïlle (1764-1839). Louis-Charles de la Trémoille (1838-1911), leur fils, héritier par son épouse Marguerite Duchâtel (1840-1913) de la collection d'art et des archives du comte Tanneguy Duchâtel les réunit à celle de sa famille, et confie la restauration du château à l'architecte Lucien Magne, archéologue et restaurateur de l'abbaye de Fontevraud. Lucien Magne procède à une retouche générale du château de Serrant dont il ceint le premier étage d'une longue balustrade, en 1894. Ce dernier procède également à l'installation d'équipements modernes pour l'époque : ascenseur, chauffage central, électricité ou encore eau courante. Le duc et son épouse reprennent les différentes collections d'ouvrages du château et créent ainsi la collection actuelle de 20 000 ouvrages imprimés dont 12 000 se trouvent dans la bibliothèque.  

### XXesiècle: Famille de Ligne-La Trémoïlle
En 1939, la duchesse de La Trémoïlle mit le château à la disposition de l'État pour y abriter, à l'approche des hostilités, des œuvres des Musées nationaux.

Le dernier duc, Louis-Jean-Marie de La Trémoïlle (1910-1933), son fils, étant mort jeune et sans postérité dans l'incendie d'un château anglais en 1933, l'important patrimoine familial, dont Serrant, est partagé entre la dernière duchesse de La Trémoïlle et ses quatre filles. L'ainée, Charlotte de La Trémoïlle (1892-1971), épouse du prince Henri-Florent-Eugène-François-Joseph-Lamoral de Ligne (1881-1967), issu d'une branche cadette de la famille princière de Ligneest la grand-mère de l'actuelle propriétaire du château. 

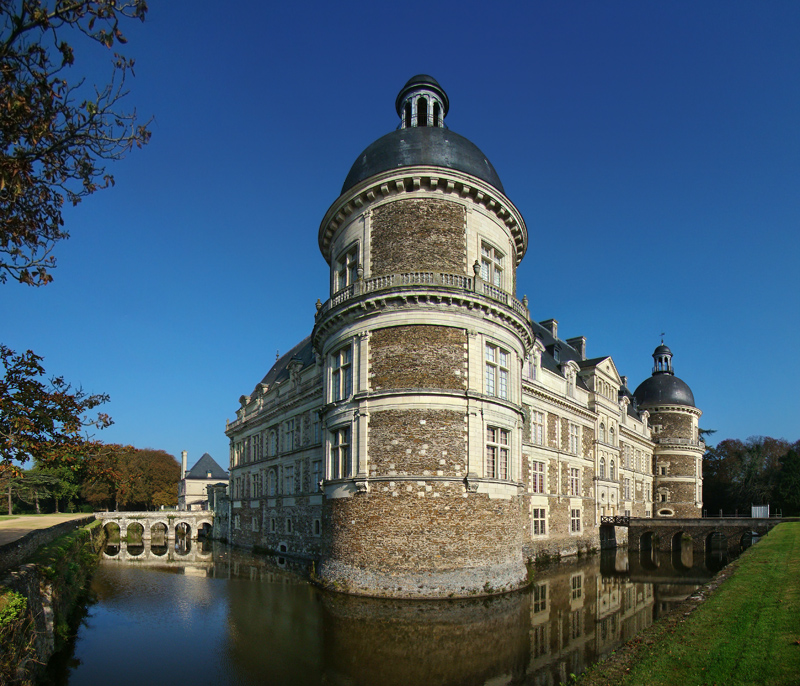
La façade sud.

Une flamme postale des années 1980 au nom de la commune de Saint-Georges-sur-Loire montre à parts égales l'abbaye locale et le château de Serrant.

### XXIesiècle- Famille de Merode-de Ligne
En 2005, la princesse Hedwige de Ligne-La Trémoïlle (née en 1943, fille de Jean-Charles-Lamoral de Ligne-La Trémoïlle (1911-2005), fils d'Henri-Florent et Charlotte de La Trémoïlle) hérite de Serrant où elle s'installe avec son époux le prince Charles-Guillaume de Merode (né en 1940), chef de la maison princière de Merode. La famille princière poursuit les travaux d'entretien et de restauration du château, tout en veillant à son dynamisme culturel.

## Architecture
Les douves datent du château médiéval préexistant.
Le logis est construit autour d'un escalier à double volée contrariée en pierre à voûtes décorées de caissons. Les matériaux de construction associent le tuffeau pour la façade donnant sur la cour d'honneur - pierre emblématique du Val-de-Loire - au schiste ardoisier, dont sont constituées les tours et les façades côté parc, tout en y associant des chaînages, un fronton et une balustrade en tuffeau. 
Le parc à l'anglaise du XVIIIe siècle  entoure le château et diverses dépendances, le colombier, l'orangerie, les écuries et les autres communs.

## Sieurs de Serrant
Un grand nombre de sépultures et de tombeaux des sieurs de Serrant se trouvaient en l'abbaye de Saint-Georges sur Loire, certaines furent relevées par Gaignières et se trouvent soit à la BNF soit à la Bodléian.

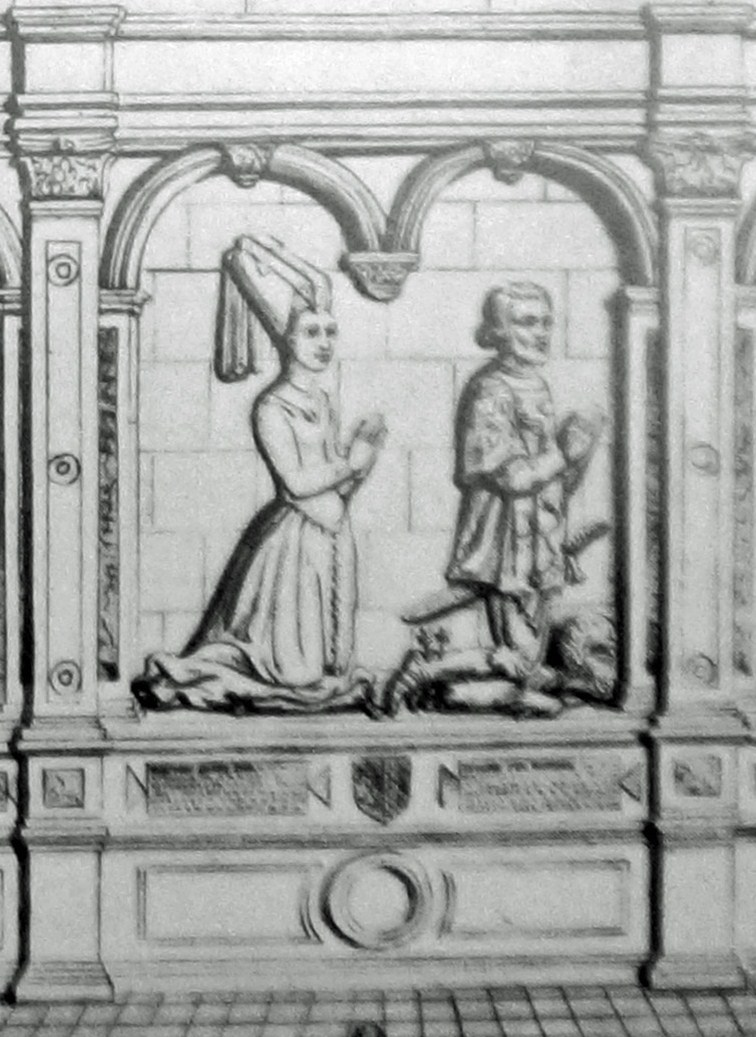
Isabeau de Maillé et Jean de Brie, mort en 1441, bailly de Senlis.
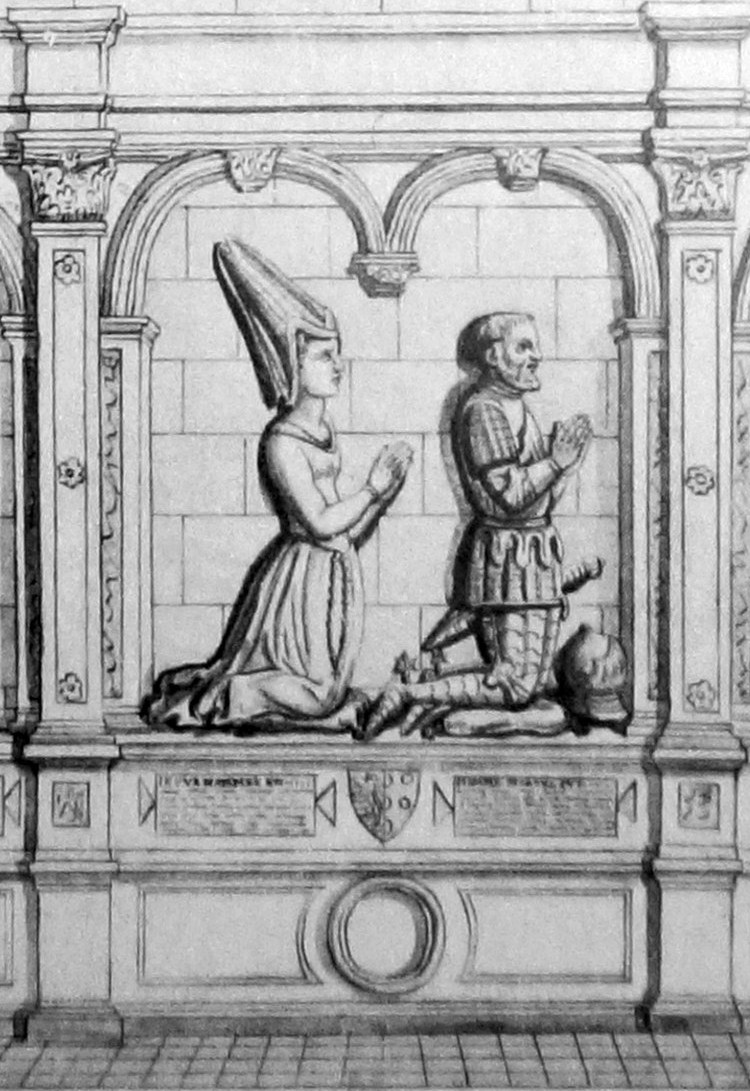
Angelle Courtet et Anger de Brie, mort en 1381.